# Federação Gaúcha de Futebol
De Federação Gaúcha de Futebol (Nederlands: Voetbalfederatie van Rio Grande do Sul) werd opgericht op 18 mei 1918 en controleert alle officiële voetbalcompetities in de staat Rio Grande do Sul. De federatie vertegenwoordigt de voetbalclubs bij de overkoepelende CBF en organiseert de Campeonato Gaúcho, Copa FGF, Super Copa Gaúcha en Recopa Gaúcha.